# اسماعیل السید محمد الهدی
اسماعیل السید محمد الهدی معروف به سید هدی (انگلیسی: Sayed Houda; ۱۹ نوامبر ۱۹۰۰ – ۸ اوت ۱۹۸۵) بازیکن فوتبال اهل مصر بود.
وی همچنین در تیم ملی فوتبال مصر بازی کرده‌است.